# Nikósie

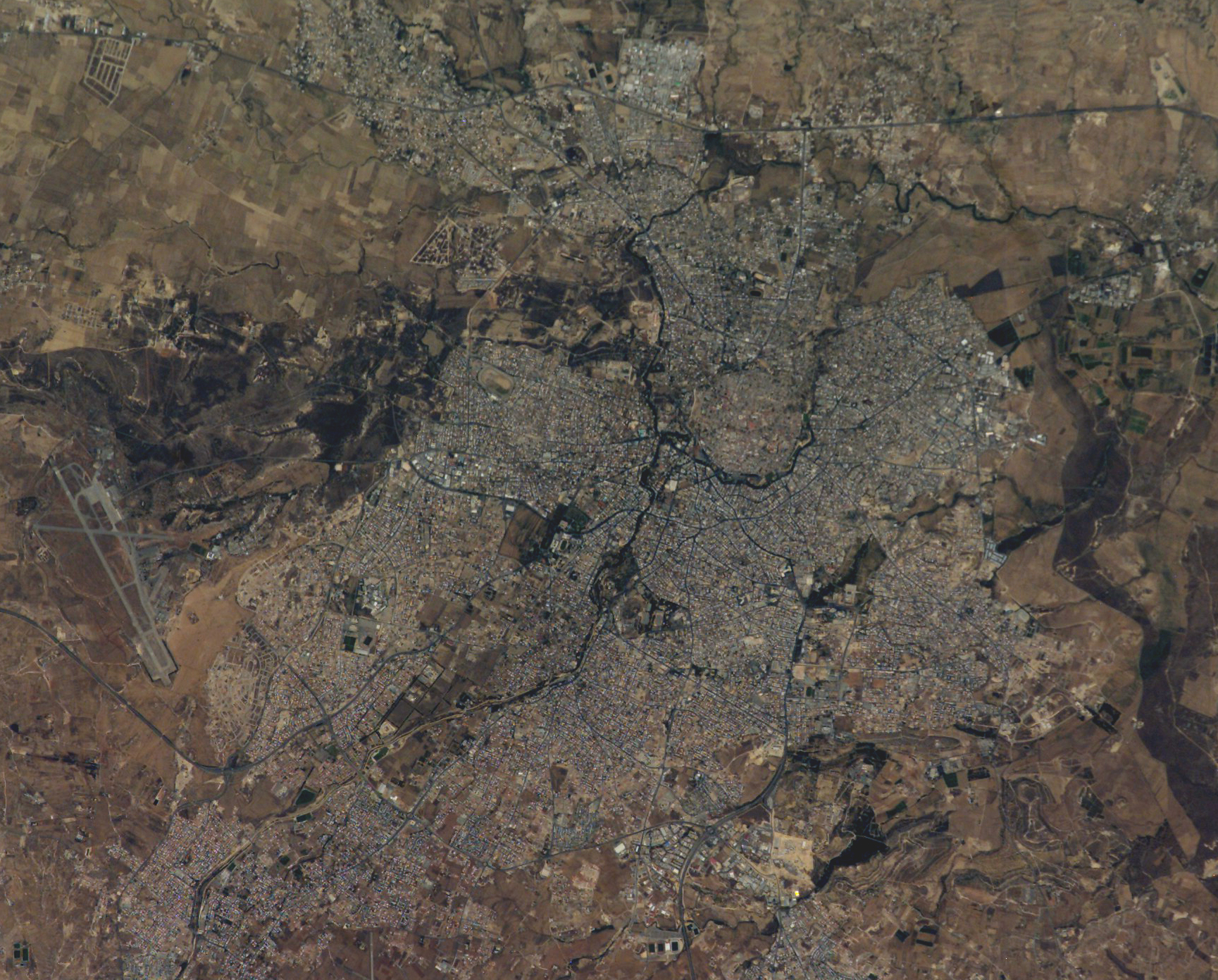
Nikósie, satelitní pohled na město

Nikósie respektive Lefkósie (řecky Λευκωσία, turecky Lefkoşa) je hlavní a také největší město ostrova Kypru. Je jeho přirozenou metropolí a střediskem obchodu i financí. Leží na řece Pedieos zhruba v centrální části ostrova. Od roku 1963 je město rozděleno na jižní řeckou a severní tureckou část, oddělené demilitarizovanou zónou spravovanou Organizací spojených národů; tu lze překročit na dvou hraničních přechodech. Z Nikósie to činí poslední rozdělené hlavní město světa.

## Popis města
Řecká část metropolitní oblasti, totiž jižní, západní a východní část Nikósie s předměstími, má něco přes 200 000 obyvatel, turecký sever města (Severní Nikósie) pak něco přes 84 000 obyvatel. Turecká část města je rovněž metropolí tzv. Severokyperské turecké republiky, kterou však uznává pouze Turecko.
V Nikósii sídlí také Kyperská univerzita, která patří mezi nejvýznamnější vzdělávací organizace na ostrově. Mnoho památek ze středověkých časů se nedochovalo, vzhledem k tomu, že Nikósie často střídala své správce a vojenské akce zde způsobovaly v průběhu let znatelné ztráty budov i obyvatelstva. Mezi nejznámější dochované památky patří mešita Selimiye (v tureckokyperské části města), jež vznikla přestavbou gotické katedrály. Mešita tvoří výraznou dominantu města, doplňuje ji historické centrum (také rozdělené na dvě části), obehnané masivní středověkou hradbou. Mezinárodní letiště, které bylo otevřeno v první polovině 70. let, je dnes opuštěné, neboť rovněž spadá do oblasti demilitarizované zóny.

## Slavní rodáci
V Nikósii se narodilo deset olympioniků: Lina Aristodimou, Alekhis Fotiadis, Pavlos Fotiadis, Theodoros Christodoulou, Khristos Kourtellas, Sofia Miaouli, Kyriakos Onisiforou, Khrysanthos Papakhrysanthou, Antonis Petris i Giannos Pipis.

## Fotky

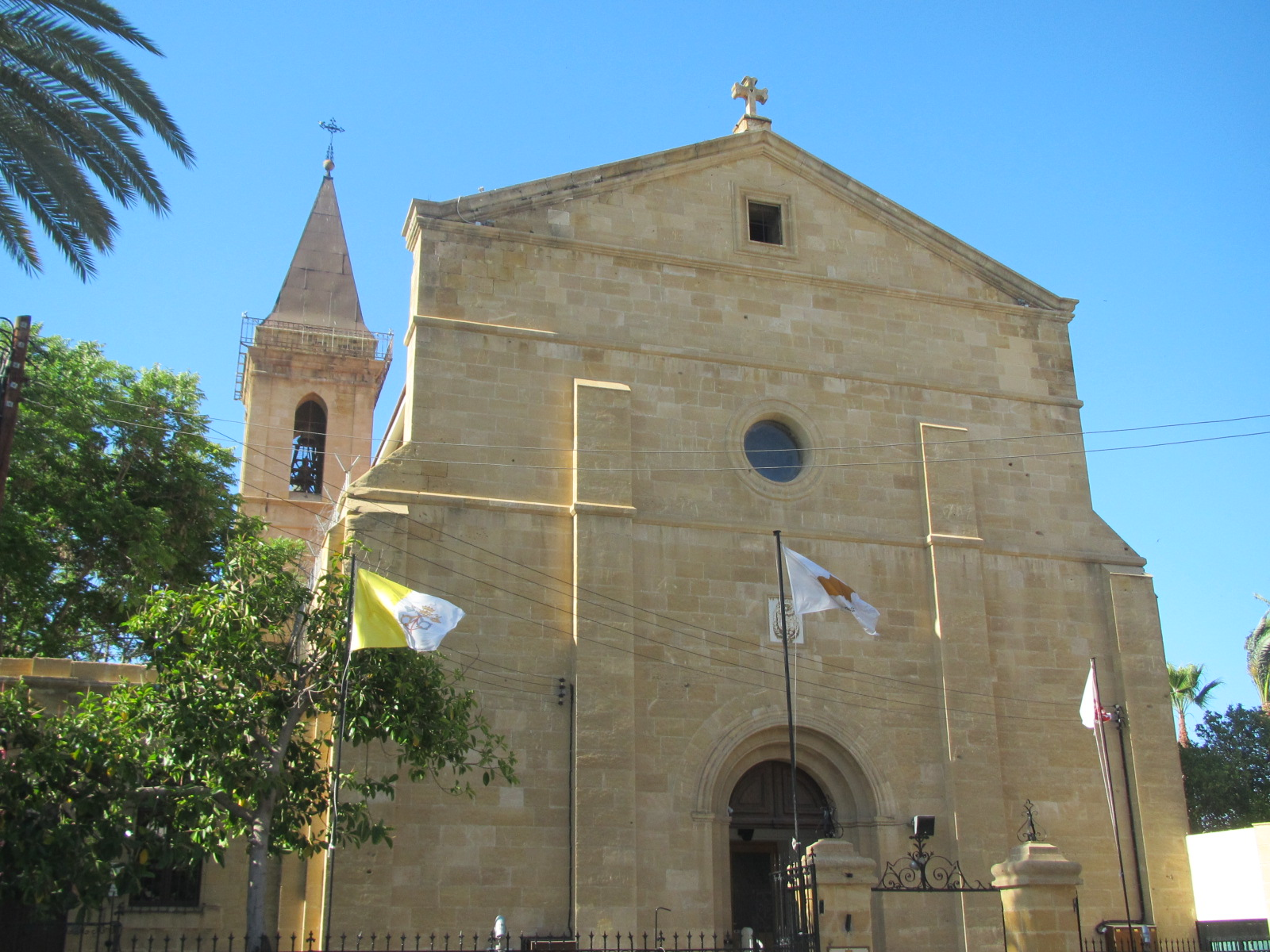
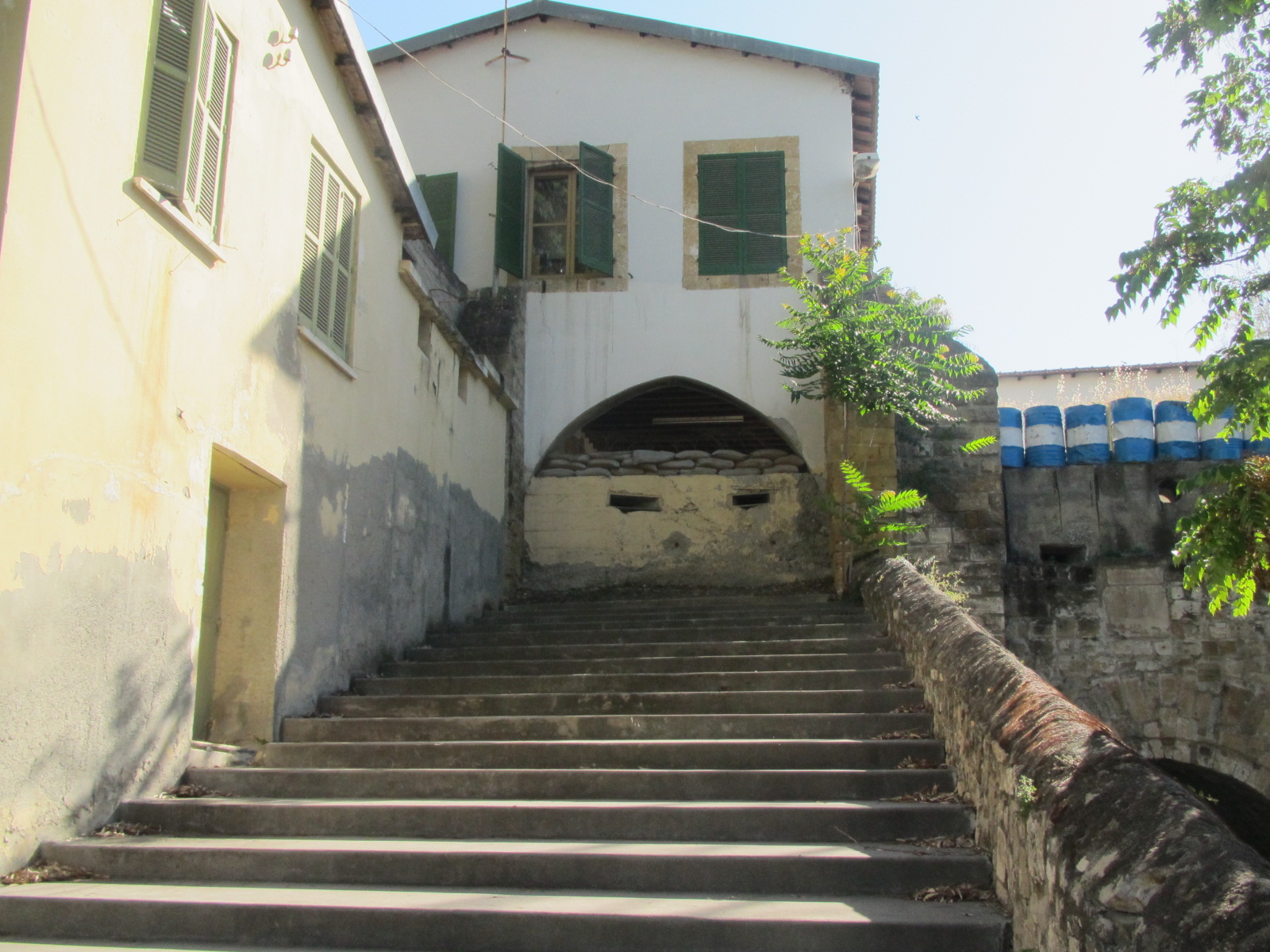
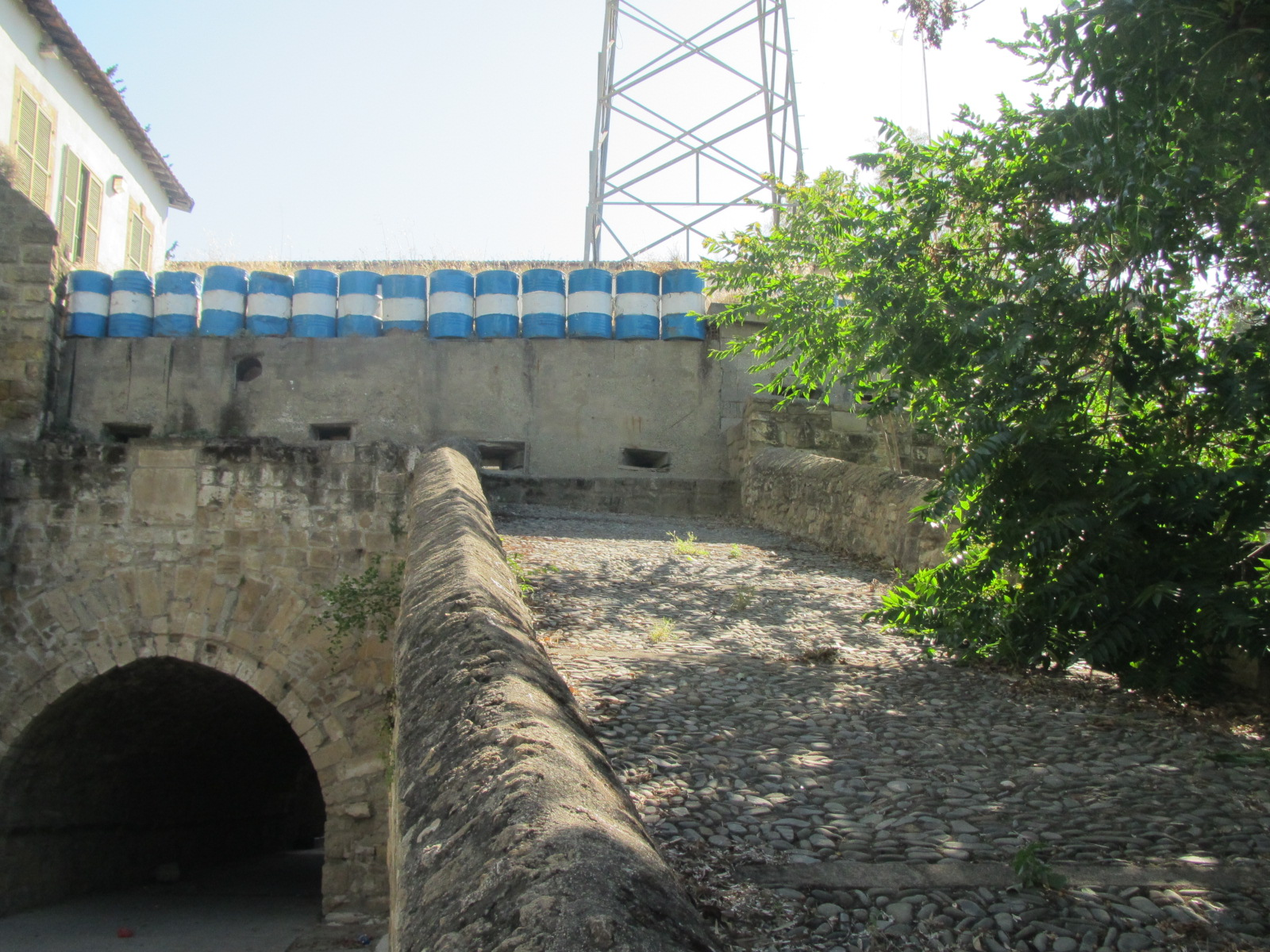
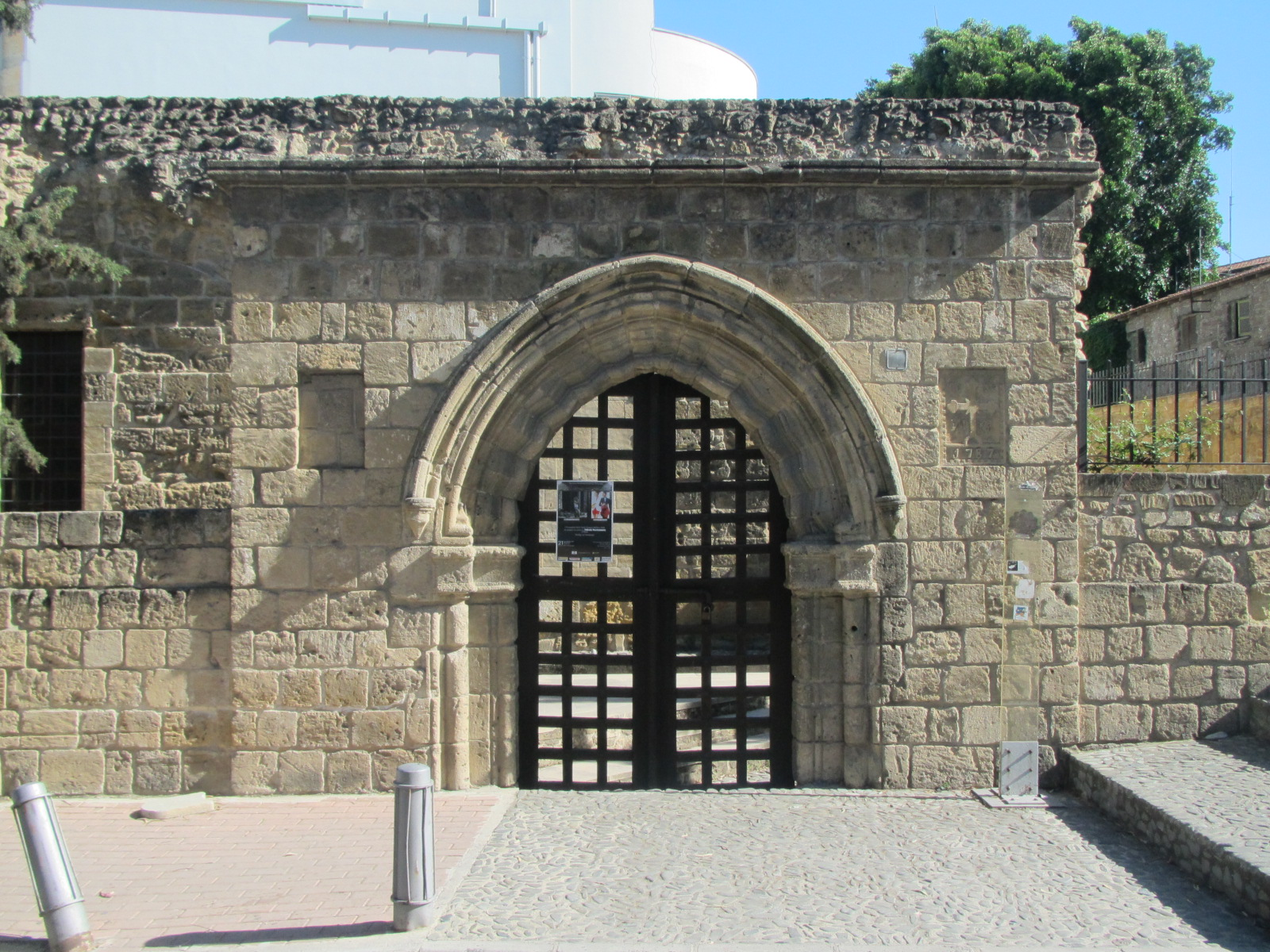
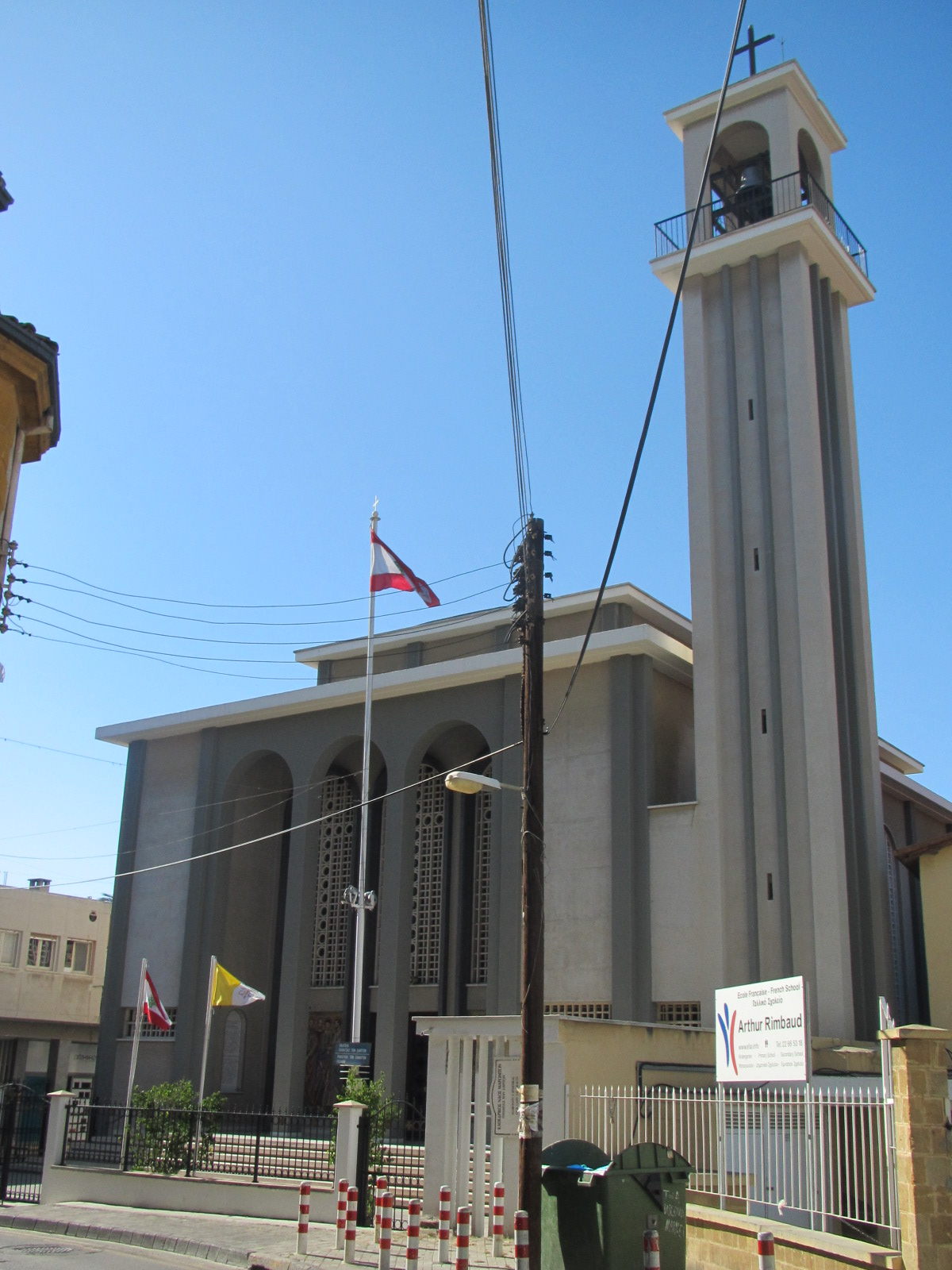
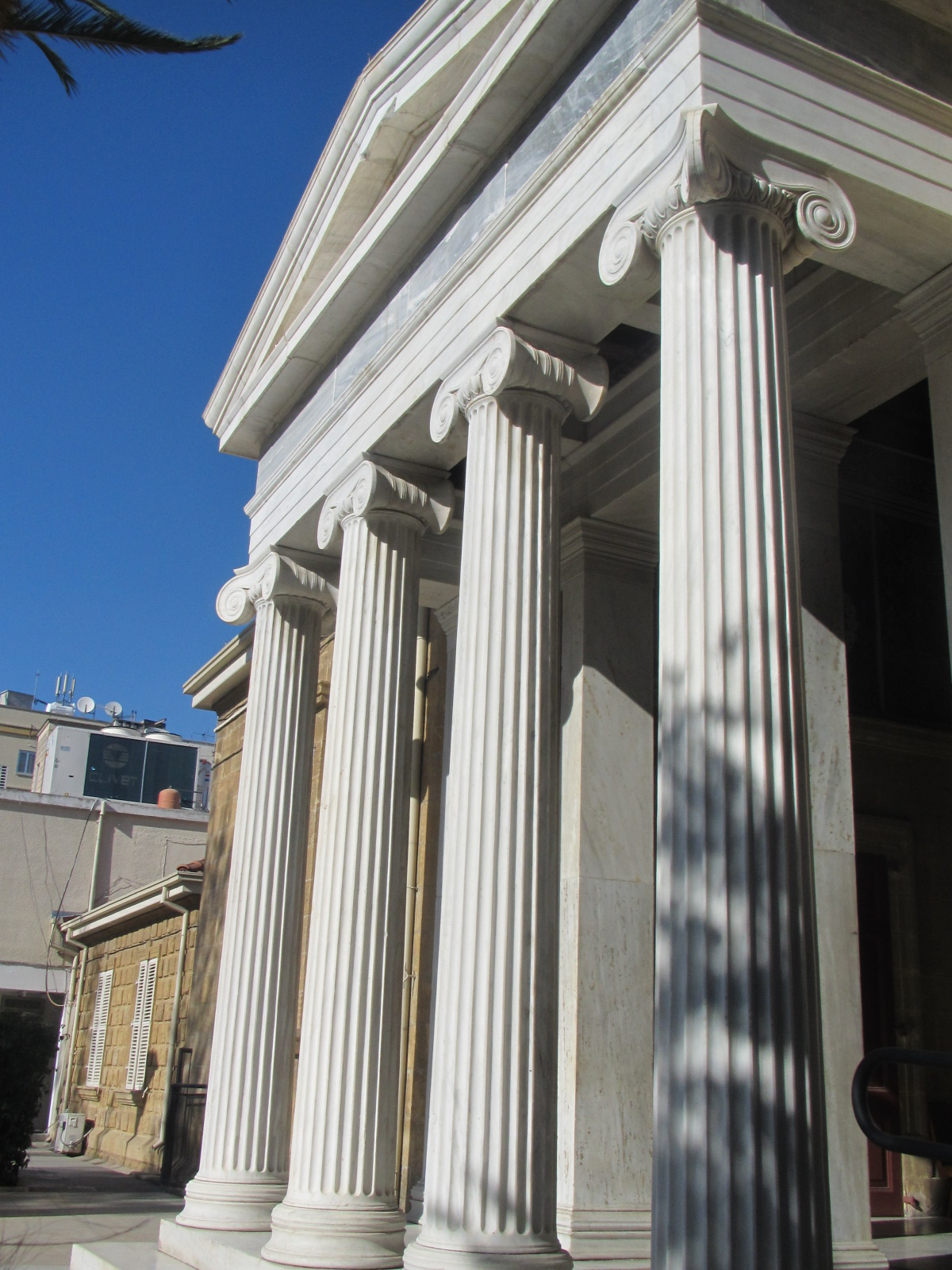
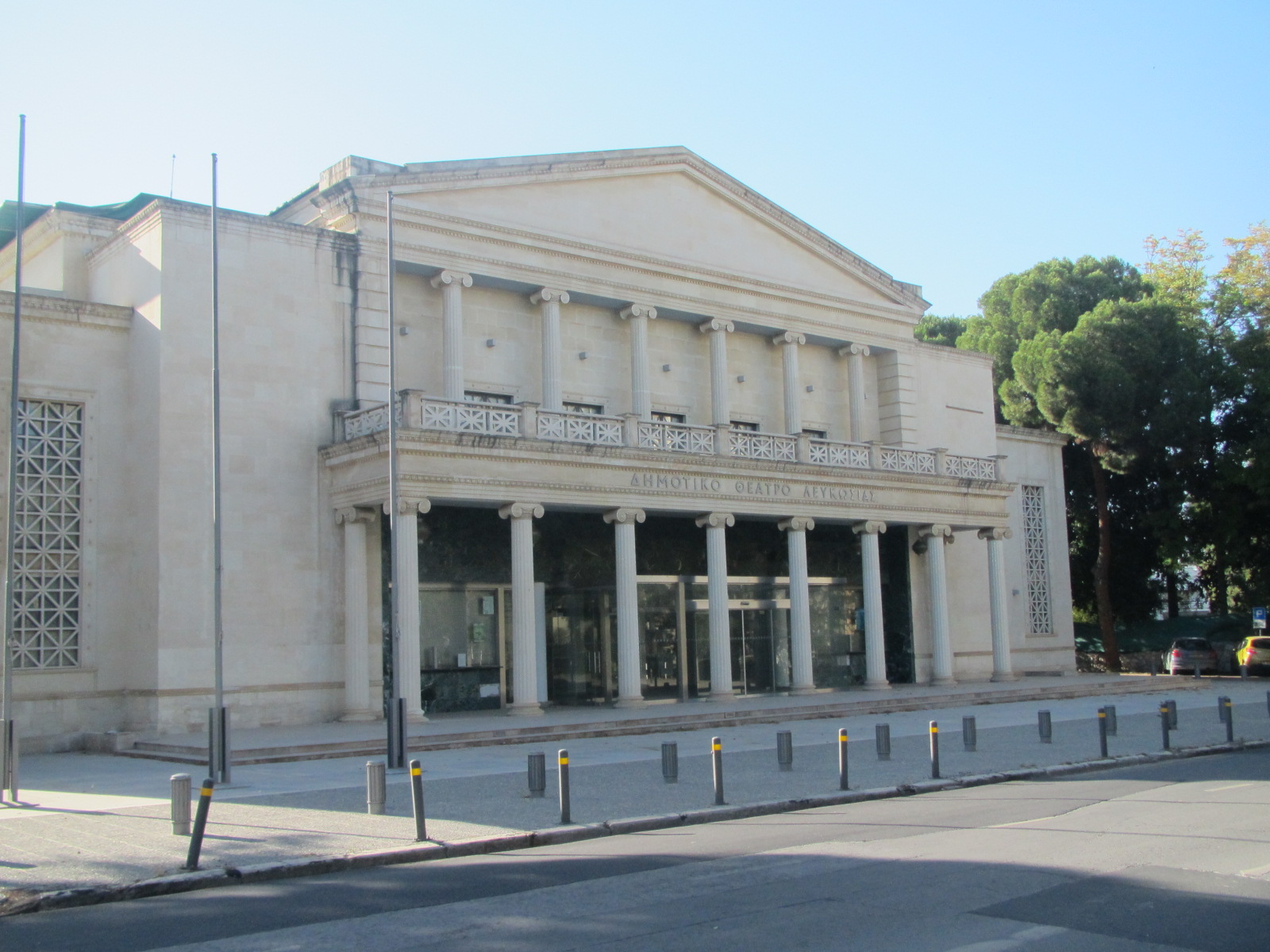
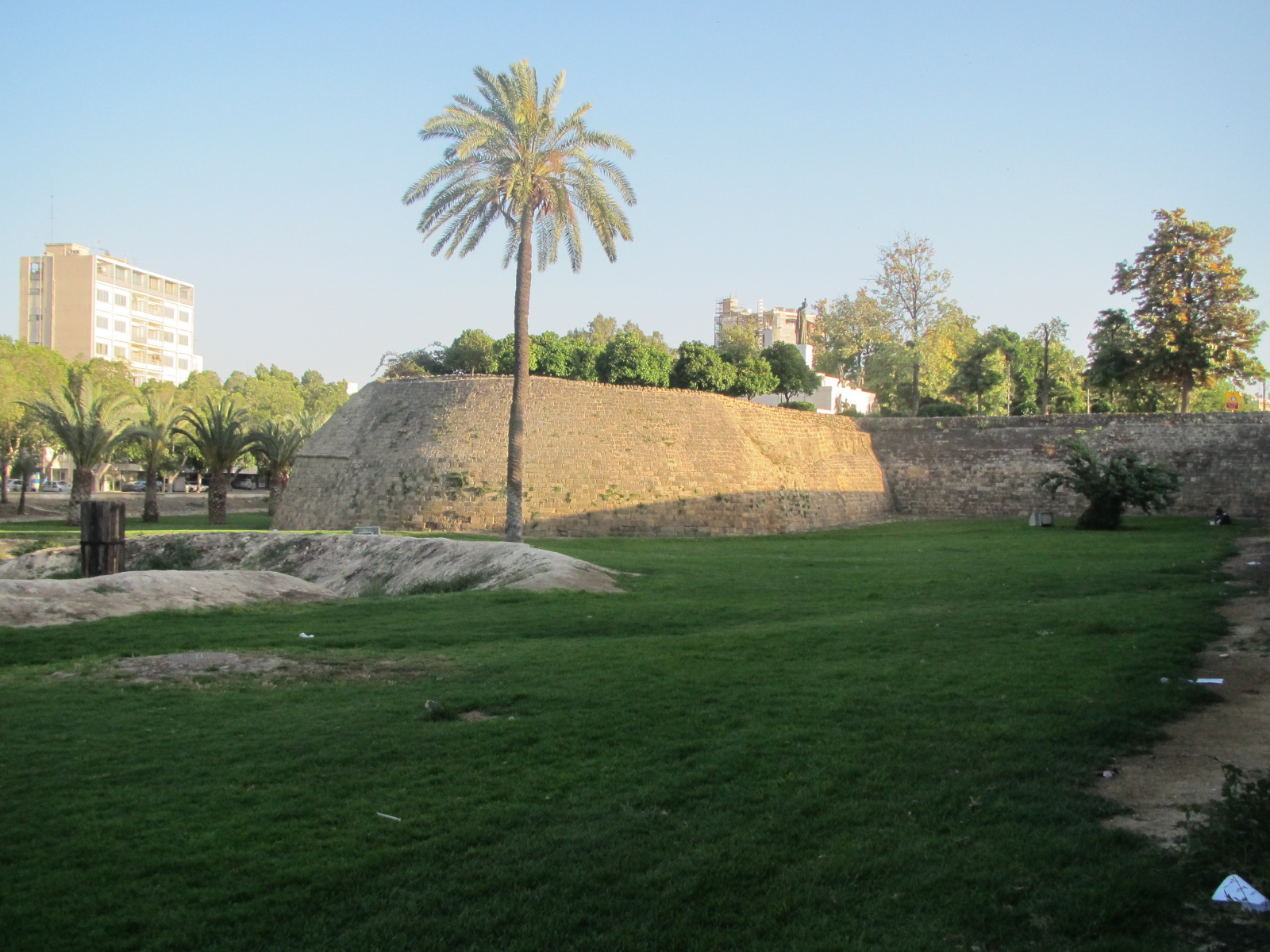

## Partnerská města
- Atény, Řecko (1974)
- Bukurešť, Rumunsko (1988)
- Damašek, Sýrie (2001)
- Dauhá, Katar
- Helsinky, Finsko (2003)
- Moskva, Rusko (2004)
- Neapol, Itálie (2004)
- Oděsa, Ukrajina (1996)
- Schwerin, Německo (1998)
- Šanghaj, Čína (1999)
- Šíráz, Írán (2000)
- Valletta, Malta (2007)
- Záhřeb, Chorvatsko (2007)